# Volume 2
Volume 2 es el segundo DVD de Mushroomhead sacado por su propia discográfica independiente, este contiene nuevos videos musicales en los que figuran el nuevo cantante Waylon Reavis y también detrás de escenas, también como es costumbre en los DVD de Mushroomhead presentaciones en vivo. En este también figura otra versión del video Damage Done, esta versión es en vivo.

## Créditos
- Gravy – (Dave Felton) Guitarras
- Jeffrey Nothing – (Jeffrey Hatrix) Vocales
- Pig Benis – (Jack Kilcoyne) Bajo
- Shmotz – (Tom Schmitz) Piano
- Skinny – (Steve Felton) Batería, Arte, Productor
- Waylon – (Waylon Reavis) Vocales
- St1tch – (Rick Thomas) Samples, Dj
- Mushroomhead - Productor.

- Datos: Q9094756